# Chailloué (commune déléguée)
Chailloué est une ancienne commune française, située dans le département de l'Orne en région Normandie, peuplée de 621 habitants.
Elle est devenue le 1er janvier 2016 une commune déléguée, à la suite de sa fusion avec ses voisines Neuville-près-Sées et Marmouillé au sein de la commune nouvelle de Chailloué.

## Géographie
Le Don traverse la commune.
Chailloué est située à 5 km de Sées, à 9 km du Merlerault, à 11 km de Mortrée et à 18 km de Gacé.
Le bourg est situé à 6 km de la gare de Nonant-le-Pin (en direction de Dreux) et à 7 km de la gare de Surdon (en direction d'Argentan et d'Alençon).
L'échangeur no 17 de l'A 88 est situé sur la commune. Il donne accès à Caen et, par l'A 28, à Rouen et au Mans.

## Toponymie
Le nom de la localité est attesté sous la forme Cailloetum en 1022.
Le nom de la localité signifie « lieu pierreux », ce qu'illustre la présence d'une carrière de grès près du bourg. De même que Chaillot, ce toponyme est dérivé de chail ou chaillou, qui signifiait « pierre » en ancien français (mais en français moderne c'est la forme picarde « caillou » qui a finalement prévalu).
Le gentilé est Cailloutin.

## Histoire
C'est à Chailloué qu'eut lieu en 1103 une bataille opposant Robert de Bellême, comte d'Alençon et son suzerain, Robert Courteheuse, duc de Normandie. Le duc de Normandie fut vaincu.
En 1821, Chailloué a absorbé la commune de Surdon située à l'ouest de son territoire (alentour du lieu-dit actuel Vieux Surdon). C'est à la proximité de cette commune que la gare de Surdon, située sur le territoire du Château-d'Almenêches, doit son nom. La cité de Surdon, quant à elle, construite à proximité de la gare, est sur le territoire de Macé.

## Politique et administration
| Période                                  | Période          | Identité     | Étiquette | Qualité     |
| ---------------------------------------- | ---------------- | ------------ | --------- | ----------- |
| juin 1995                                | mars 2008        | Jean Geslin  | SE        | Agriculteur |
| mars 2008                                | 31 décembre 2015 | Marcel Riant | SE        | Technicien  |
| Les données manquantes sont à compléter. |                  |              |           |             |

| Période          | Période  | Identité     | Étiquette | Qualité    |
| ---------------- | -------- | ------------ | --------- | ---------- |
| 1er janvier 2016 | mai 2020 | Marcel Riant | SE        | Technicien |
| mai 2020         | En cours | Vincent Coru | SE        |            |

## Population et société

### Démographie
| 1793 | 1800 | 1806 | 1821 | 1836 | 1841 | 1846 | 1851 | 1856 |
| ---- | ---- | ---- | ---- | ---- | ---- | ---- | ---- | ---- |
| 703  | 628  | 767  | 706  | 800  | 804  | 808  | 727  | 730  |

| 1861 | 1866 | 1872 | 1876 | 1881 | 1886 | 1891 | 1896 | 1901 |
| ---- | ---- | ---- | ---- | ---- | ---- | ---- | ---- | ---- |
| 708  | 715  | 669  | 634  | 598  | 578  | 612  | 574  | 618  |

| 1906 | 1911 | 1921 | 1926 | 1931 | 1936 | 1946 | 1954 | 1962 |
| ---- | ---- | ---- | ---- | ---- | ---- | ---- | ---- | ---- |
| 708  | 768  | 661  | 664  | 626  | 724  | 644  | 591  | 644  |

| 1968 | 1975 | 1982 | 1990 | 1999 | 2007 | 2012 | 2017 | 2020 |
| ---- | ---- | ---- | ---- | ---- | ---- | ---- | ---- | ---- |
| 669  | 610  | 501  | 436  | 464  | 522  | 603  | 623  | 622  |

## Économie
Exploitation de grès quartzite armoricain d'une capacité d'environ 2 millions de t/an pour la fabrication de macadam, appartenant à l'entreprise Eurovia (groupe Vinci).

## Culture locale et patrimoine

### Lieux et monuments
Le château de Chailloué est attesté depuis le Moyen Âge, mais les parties visibles et les plus significatives du bâti remontent au XVIIe siècle. Celles-ci, ainsi que les douves aux rives maçonnées qui entourent le bâtiment, ont été inscrites en novembre 2010 aux Monuments historiques.